# Mount Robertson (Palmerland)
Mount Robertson ist ein 1565 m (nach britischen Angaben 1650 m) hoher Berg an der Lassiter-Küste des Palmerlands auf der Antarktischen Halbinsel. Er ragt 30 km nordwestlich des Mount Austin und des Kopfendes des Gardner Inlet auf.
Teilnehmer der US-amerikanischen Ronne Antarctic Research Expedition (1947–1948) entdeckten ihn. Der Expeditionsleiter Finn Ronne benannte ihn nach James B. Robertson (* 1915), Flugzeugmechaniker bei dieser Forschungsreise.